# Eden (2024)
Eden ist ein US-amerikanischer Survival-Thriller von Regisseur Ron Howard über die unaufgeklärte Galápagos-Affäre. In den Hauptrollen verkörpern Jude Law, Vanessa Kirby, Sydney Sweeney, Daniel Brühl und Ana de Armas europäische Siedler auf der Insel Floreana. Der Film feierte im September 2024 beim Toronto International Film Festivals seine Weltpremiere und kam am 3. April 2025 in die deutschen Kinos.

## Handlung
Der deutsche Arzt Dr. Friedrich Ritter und seine an Multipler Sklerose erkrankte Lebensgefährtin Dore Strauch wandern 1929 im Zuge der Weltwirtschaftskrise aus und lassen sich auf der unbewohnten Pazifikinsel Floreana im Galapagos-Archipel nieder. Während Friedrich versucht, ein Manifest über die Gesellschaft und die wahre Natur des Menschen zu verfassen, möchte Dore ihre Krankheit durch Meditation heilen. Die von Friedrich an die deutsche Presse verschickten Reiseberichte veranlassen den deutschen Beamten Heinz Wittmer drei Jahre später dazu, mit seiner schwangeren Frau Margret auf die Insel überzusiedeln, wo sie eine Heilung für den an Tuberkulose erkrankten Sohn Harry suchen.
Friedrich und Dore sehen sich in ihrer ersuchten Einsamkeit gestört und verweisen die unerwünschten Neuankömmlinge absichtlich an eine nur wenig ertragreiche Wasserquelle. Zu ihrer Überraschung erweisen sich die Wittmers jedoch als äußerst fähige Siedler, die bis zum Frühjahr 1933 bereits ein ganzes Haus samt Garten errichten konnten. Das Zusammenleben aller Inselbewohner wird weiter erschwert, als sich zur gleichen Zeit auch Eloise Wehrborn de Wagner-Bosquet mitsamt ihren beiden Liebhabern Rudy und Robert auf Floreana niederlässt. Die selbsternannte Baroness möchte am Strand mit der „Hacienda Paradiso“ ein exklusives Luxushotel errichten, schlägt ihr Lager aufgrund der vorherrschenden Wasserknappheit allerdings direkt neben den Wittmers auf.
Die Baroness ist daran interessiert, die anderen Siedler von der Insel zu vertreiben, und spielt sie gegeneinander aus. Während der Entbindung von Margret befiehlt sie ihren Gefolgsleuten, die Konserven der Wittmers zu stehlen, da ihre eigenen Vorräte zu Neige gegangen sind. Der Diebstahl verschärft die angespannte Stimmung zwischen den drei Parteien zusätzlich und veranlasst Friedrich schließlich dazu, sich von Heinz ein Gewehr zu leihen. Wenige Monate später hat auch Eloise’ Liebhaber Rudy die doppelten Spiele der Baroness und seine Rivalität mit Robert satt. Er möchte die Insel verlassen und erhält von Eloise die Erlaubnis, vorausgesetzt er erfüllt ihr einen letzten Gefallen. In der Nacht bringt Rudy daher den Esel von Dore in den Garten der Wittmers, wo das Tier in der Dunkelheit versehentlich von Heinz erschossen wird.
Friedrich und Heinz durchschauen das Vorhaben der Baroness und verbünden sich gegen sie. Bei der anschließenden Konfrontation ersticht Heinz aus Notwehr Robert, ehe Friedrich die Baroness erschießt. Die Leichen werfen sie ins Meer, ehe sie ihren Frauen erzählen, die Baroness hätte Floreana verlassen. Margret kommt jedoch schon bald hinter den Mord und warnt ihren Ehemann davor, dass Friedrich die Tat ihm in die Schuhe schieben könnte. Tatsächlich hat dieser dem Gouverneur der Inselgruppe postalisch mitgeteilt, dass Heinz für den Tod der Baroness verantwortlich ist. Noch bevor Beamte auf der Insel eintreffen können, wird Friedrich allerdings von Dore mittels verdorbenem Fleisch vergiftet. Dore hatte Friedrichs zunehmende Abkehr von seinen moralischen Werten satt und wollte ihn verlassen, wurde von ihm allerdings körperlich missbraucht.
Im Herbst 1933 trifft der Gouverneur der Galapagosinseln auf Floreana ein, um die Vorkommnisse zu untersuchen. Auch Dore behauptet nun gegenüber den Beamten, Heinz sei für den Tod der Baroness verantwortlich, doch die Wittmers können sich erfolgreich gegen die Anschuldigungen verteidigen. Ohne offizielle Aufklärung der Geschehnisse verlässt der Gouverneur die Insel wieder und auch Dore kehrt Floreana den Rücken. Einige Zeit später wird ebenso die Leiche von Rudy aufgefunden, nachdem er versucht hatte, die nahegelegene Insel Isabela zu erreichen.

## Produktion

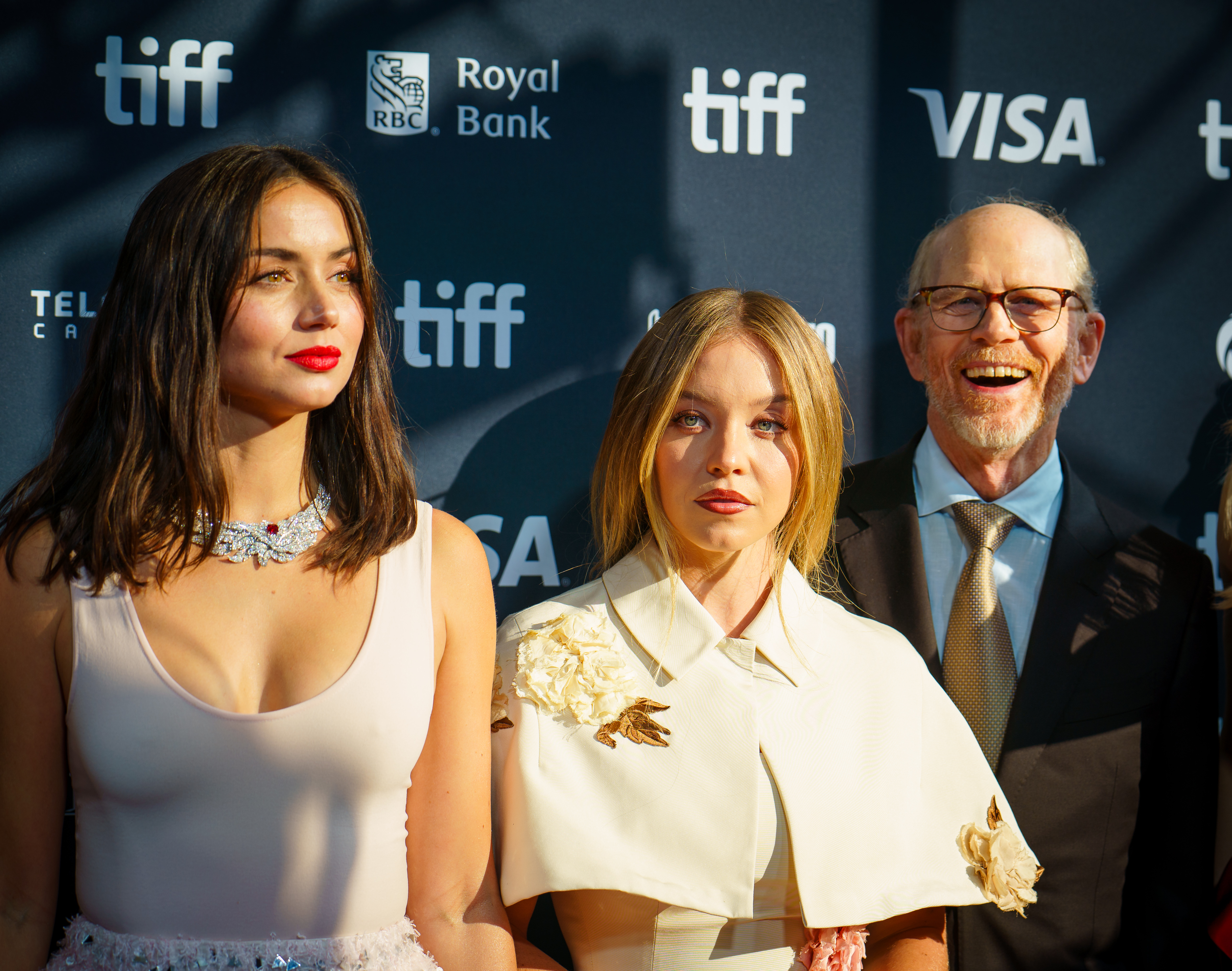
Ana de Armas, Sydney Sweeney und Regisseur Ron Howard bei der Weltpremiere im September 2024 in Toronto

Der Survival-Thriller Eden basiert auf realen Ereignissen, die sich im Jahr 1934 auf den Galapagosinseln ereigneten und später als Galápagos-Affäre bekannt wurden. Dabei kam es zu Konflikten zwischen europäischen Aussteigern auf der zuvor unbewohnten Insel Floreana, im Zuge derer drei Siedler zu Tode kamen und drei weitere spurlos verschwanden. Die ungeklärten Umstände und voneinander abweichenden Darstellungen der Überlebenden lösten seinerzeit ein weltweites Medienecho und Spekulationen über die wahren Vorkommnisse aus. Regisseur Ron Howard selbst kam bereits in den späten 2000er Jahren bei einem Besuch auf den Galapagosinseln mit den Vorkommnissen in Kontakt und arbeitete seither an einer filmischen Umsetzung. Basierend auf seinen Aufzeichnungen begann Noah Pink kurz vor Beginn der COVID-19-Pandemie, an einem Drehbuch zu arbeiten.
Im Oktober 2022 wurde das Filmprojekt zunächst unter dem Titel Origin Of Species angekündigt, ein Verweis auf Charles Darwins Hauptwerk Über die Entstehung der Arten. Die internationalen Vertriebsrechte wurden im Mai 2023 auf dem Marché du film veräußert, während sich Ana de Armas, Jude Law, Daniel Brühl, Alicia Vikander und Daisy Edgar-Jones der Besetzung anschlossen. Als Produzenten fungierten neben Howard auch Brian Grazer und Karen Lunder von Imagine Entertainment, die den Film als Mischung aus Survival-Thriller, True Crime und Schwarzer Komödie beschrieben. Im Oktober 2023 wurde das Filmprojekt in Eden umbenannt, während Sydney Sweeney und Vanessa Kirby die Darstellerinnen Vikander und Edgar-Jones ersetzten. Weitere Nebenrollen übernahmen Richard Roxburgh, Felix Kammerer, Toby Wallace und Ignacio Gasparini.
Die Dreharbeiten mit Kameramann Mathias Herndl erfolgten vom 27. November 2023 bis zum 13. Februar 2024 an der australischen Gold Coast in Queensland. Da Regisseur Ron Howard den Film selbst finanzierte, stand der Produktion nur ein begrenztes Budget zur Verfügung, sodass alle Filmsets vor Ort errichtet werden mussten. Filmaufnahmen auf den Galapagosinseln erfolgten nur mit einer Second Unit. Die Filmmusik komponierte Hans Zimmer, für den Eden die zehnte Zusammenarbeit mit Howard darstellte.
Die Weltpremiere erfolgte am 7. September 2024 im Rahmen des Toronto International Film Festivals in der Roy Thomson Hall. Am 22. November 2024 eröffnete Eden zudem das italienische Torino Film Festival. Ein Trailer zum Film wurde am 24. Februar 2025 veröffentlicht, ehe der deutsche Kinostart am 3. April 2025 durch Leonine erfolgte. In den Vereinigten Staaten soll Eden hingegen erst am 22. August 2025 in die Kinos kommen.

## Synchronisation
Die deutschsprachige Synchronisation entstand nach einem Dialogbuch und unter der Dialogregie von Martin Halm bei Neue Tonfilm München.
| Rolle                                      | Darsteller        | Synchronsprecher |
| ------------------------------------------ | ----------------- | ---------------- |
| Dr. Friedrich Ritter                       | Jude Law          | Florian Halm     |
| Dore Strauch                               | Vanessa Kirby     | Yvonne Greitzke  |
| Heinz Wittmer                              | Daniel Brühl      | Johannes Raspe   |
| Margret Wittmer                            | Sydney Sweeney    | Olivia Büschken  |
| Baroness Eloise Wehrborn de Wagner-Bosquet | Ana de Armas      | Alice Bauer      |
| Harry Wittmer                              | Jonathan Tittel   | Adrian Arnold    |
| Rudolf „Rudy“ Lorenz                       | Felix Kammerer    | Felix Kammerer   |
| Robert Phillipson                          | Toby Wallace      | Max Felder       |
| Manuel Borja                               | Ignacio Gasparini | Manuel Elsherif  |
| G. Allan Hancock                           | Richard Roxburgh  | Philipp Moog     |

## Rezeption

### Altersfreigabe
In den Vereinigten Staaten erhielt Eden von der MPA aufgrund starker Gewalt, sexuellem Material, grafischer Nacktheit und der Sprache ein R-Rating. In Deutschland vergab die FSK eine äquivalente Freigabe ab 16 Jahren. In der Begründung heißt es, der Film konzentriere sich auf die differenziert gezeichneten Figuren und ihre Gegensätze. Die wachsende Spannung bis hin zur gewaltsamen Eskalation der Konflikte am Ende entwickle sich vor allem psychologisch. Jugendliche ab 16 Jahren könnten die drastischen Gewaltmomente jedoch der Dynamik des Geschehens und den Figuren zuordnen. Das Setting an einem fernen Ort und in der Vergangenheit trage ebenfalls dazu bei, dass kein Risiko einer Beeinträchtigung bestehe.

### Kritiken
Eden konnte 57 % der 30 bei Rotten Tomatoes gelisteten Kritiker überzeugen und erhielt dabei eine durchschnittliche Bewertung von 6,4 Punkten. Bei Metacritic erhielt der Film basierend auf 13 Rezensionen einen Metascore von 60 von 100 möglichen Punkten.
Als „düstere, erwachsene Version von Herr der Fliegen“ wird Eden von Kate Erbland in ihrer Kritik für IndieWire beschrieben. Der Film sei auch dank des cleveren Drehbuchs von Noah Pink ein Beweis dafür, dass Regisseur Ron Howard nicht nur das technische Handwerk beherrsche, sondern ebenso eine Geschichte mit passendem Ton erzählen könne. Die kaum vorhersehbare Handlung sei wirklich unterhaltsam, während die Darstellerriege durchweg herausragende Leistungen abliefere, darunter Ana de Armas, die viel unerwarteten Humor in Eden bringe.
Auch von der deutschen Presse wurde Eden größtenteils wohlwollend aufgenommen. Insbesondere die authentischen und intensiven Darbietungen des Schauspielensembles rund um Jude Law, Vanessa Kirby, Daniel Brühl und Sydney Sweeney wurden dabei lobend hervorgehoben und würden den Film laut Chris Schinke von Blickpunkt:Film zu einer „nervenzerfetzenden Zitterpartie“ machen. Der atmosphärisch dichte Abenteuerfilm mit satirischem Touch sei für ihn ein tropischer Fiebertraum, in dem die totale Eskalation nur eine Frage der Zeit zu sein scheine. Auch Christian Horn vom Filmdienst gelangt zu dem Urteil, dass Regisseur Ron Howard im „Anti-Wohlfühlfilm“ Eden das Menschsein von seiner hässlichen Seite zeige und maritime Natur als Spiegelbild dazu nutze. Die teils wunderschönen Landschaftsaufnahmen der Galapagosinseln würden für Maria Wiesner von der FAZ eine starke Metapher für die Brutalität der Natur darstellen, insbesondere die gezeigten Tiere aufgrund des abweichenden Drehorts in Australien für Gereon Asmuth von der taz allerdings „wie in den Film geklebt“ wirken. Weiter bemängelt er, dass für einen nach Authentizität schielenden Spielfilm die gezeigte Auflösung ohne Rätsel nicht funktioniere, während Eden auch für Schinke zum Ende hin die Luft ausgehe.
Für Maureen Lee Lenker von Entertainment Weekly sei die zugrundeliegende Kerngeschichte zwar faszinierend und Eden insgesamt gemeiner und brutaler als die übliche Kost von Regisseur Ron Howard, doch es fehle an guten Gefühlen in einem sonst durchweg pessimistischen Film. Howard müsse dabei viele, teils lächerliche Handlungsstränge berücksichtigen, von denen nicht alle funktionieren würden. Auf der Darstellerseite würde die stark aufspielende Vanessa Kirby gleichzeitig zu wenig genutzt werden, während Sydney Sweeney mit ihrem unzureichenden deutschen Akzent die Qualität des Filmes schmälere. Das Endergebnis sei so eine unberechenbare, unrunde Mischung aus Überlebensdrama, historischen Kuriositäten und häuslicher Intrige.
Benjamin Lee vom Guardian beschreibt das Figurenensemble im Stile von Agatha Christie insgesamt als zu albern und abgedroschen, als dass der Zuschauer wirklich mit den Charakteren mitfiebern könne. Auch Owen Gleiberman von Variety fehle es an einer Identifikationsfigur, die sich von den sonst aufgesetzt wirkenden und von Minute zu Minute unsympathischer werdenden Personen abhebe. Am ehesten falle diese Rolle noch Sydney Sweeney zu, mit der das Publikum zumindest etwas mitfühlen könne, doch ein Großteil der Zeit versinke Eden in einem Morast von schlechten Vibes. Kurze Lebendigkeit komme zwar auf, wenn Ana de Armas auf der Leinwand erscheine, doch ihre Verkörperung der Baronin wirke für Lee eher wie eine lebendig gewordene Disney-Prinzessin. Der Film ende schließlich in albernen, ermüdenden Wendungen, nachdem er eine längere Zeit ohne Energie oder Ziel vor sich hingeplätschert sei.